# サンロード青森
サンロード青森（サンロードあおもり、SUN ROAD AOMORI）は青森県青森市緑に所在するショッピングセンター。
核テナントはイオン青森店。市民には「ジャスコ」（かつての店名）と「サンロード青森」が同じ意味で使われることが多いが、運営主体は異なる。
本記事では、運営主体としての「サンロード青森」とショッピングセンターとしての「サンロード青森」の両者を併せて扱う。運営主体については後述。

## 概要
当時郊外部であった沼の場所を利用して1977年（昭和52年）にオープン。周辺の開発が進んで開店当初の面影は無いが元々は場所が悪かったため、家屋は一軒立ち退いたのみで建設できた。設立の主な経緯は高度成長により拡大してきたナショナルチェーンの地方進出に対抗するため、および亀屋や松木屋など地方企業が百貨店化するのに対抗するためであった。また青森市中心市街地が商業機能のドーナツ化現象を起こしていたのも要因ではあるが、出店した敷地は当時の郊外にあたる地区であり、その後中心市街地の店舗はますますその規模を縮小していくことになり、これは結果的にはさほど果たされなかったということになる。

## テナント

### キーテナント
- イオン青森店
  - 2011年3月1日、運営会社のイオンリテールが展開する大型スーパー3ブランド[1]の名称を一斉変更するのに伴い、「ジャスコ青森店」より変更された。2020年3月1日よりイオン東北に運営が移管された。
  - ジャスコ青森店は2000年9月23日にイオン釧路昭和ショッピングセンター（現・イオンモール釧路昭和）にジャスコ釧路店（現・イオン釧路昭和店）が開業するまで、日本最北端のジャスコであった。現在も「イオン」名義の大型スーパーでは本州最北端の店舗に当たる。
  - 東北地方の「イオン」では最古の現行店舗であり、旧ジャスコ店舗としても東北最古となっている。

### 専門店街
かつてはテナントに県内企業以外は出店させないという内規があったが、その後この内規は撤廃され、2011年現在ではサンマルクカフェや日本マクドナルドなど、全国展開する企業もテナントとして入居している。

### アムゼ
平成に入りサンロード青森が総工費約80億円を用い、正面にあった駐車場の敷地を用いて工事を行い、市内初の屋内遊園地を目指し「AMZ（アムゼ）」を開発するもすぐさま財政難で挫折。多額の借金が残った。理由としてはそもそも屋内遊園地という構想が無謀であったこと、デザインとして意図的に傾けた形にして建設してしまったため融雪費だけでも年間100万円程度の費用がかかること、国道103号に面するかつての正面玄関に当たる場所を塞いだため、全体としてのバランスが崩れてしまったことなどが挙げられる。その状況にサンロード青森側は柔軟に対応し当初の姿勢を反省、方針を大幅に変換。全遊具を撤去しアムゼの一部を他の店舗に割り当て、他の場所をゲームセンター（現・タイトーステーション青森アムゼ店）にし、地下は映画館（青森松竹アムゼ）にする工事が行われた。

### 郵便局
- サンロード青森内簡易郵便局 - ただし窓口は1階、ATMは3階[2]( RAB学苑入口付近 ）にあったが、現在は撤去されている。

## 建物の変遷
1985年に現在のアカチャンホンポの場所が増設された。現在ではその痕跡はほとんど残っていないが、アカチャンホンポの入り口の左脇に半円形の何に使うのか現在ではもはや不明なものがあるのは当時の名残である。当時はそれが何個も入り口に連なっており服などを飾っていた。タクシー乗り場は国道103号に面した場所（現在の成田本店とアムゼの境界線付近）に位置しており、そこが正面玄関として認知されていた。
なお当時のゲームセンターはジャスコの横（現在の化粧品売り場）に位置しており、3階まで上るスロープがその隣にあった。ジャスコにあったゲームセンターはその後の改装後3階に移ったが、その後アムゼが屋内遊園地からゲームセンター化していくのに合わせるようにして消滅した。
1994年にはアムゼ部分が増設された。これにより、北側のタクシー乗り場が無くなった。当初はアムゼに入るためには入場料が必要であったが後に撤廃。2階に出店していた飲食店も後に閉鎖、現在はその跡が窺えるのみである。当時1階にあったメリーゴーランド（現在アムゼの中でアイスクリームなどの自動販売機がある場所の北側にあった）などの施設も、今では僅かにその床の形から推測できるのみである。当時映像などを流しながら、座席が動く仕掛けになっていた場所は1996年から映画館となり、現在「青森松竹アムゼ」として営業している。なおアムゼにあった様々な施設の撤廃は徐々に実施されたものである。
2000年には施設の改装を実施した。主にアムゼでの失敗部分をカバーする形となり、増設では無く必要性から行わざるを得なかったものである。この工事によりアムゼのうち、傾いた形に設計された建物を除く部分（現在、ダイソーと成田本店がある場所）がアムゼのゲームセンターから除かれることになる。移動に便利な様に1階成田本店横の通路、2階アメリカ屋横の通路と3階に細い通路が作られた。また3階には通路の角に見下ろすための狭い台が2か所あるだけであったものを、サンホールを見下ろすための窓が新たに作られた。

## 運営主体
協同組合サンロード青森はショッピングセンター「サンロード青森」を運営する事業協同組合である。
会社名として名乗る時は、ニュータウン商事株式会社と称する。1976年5月25日設立。
概要にもある通り、イオン青森店（旧ジャスコ）と混同されることが多いが、会員クレジットカードでサンロード青森提携カードはイオンファイナンスでなく、日専連ホールディングスのサンロード青森Ｓカードを発行している。

## 沿革
- 1969年（昭和44年）2月4日 - 日専連青森会加盟の有志27名により協同組合サンロード青森結成。当時の組合員は27人で初代理事長は村田基之であった。5月 - 10月にかけて用地買収が行われる。
- 1970年（昭和45年）7月 - 青森市が当該地区の区画整理事業を発表したため、オープンを1973年に変更することになる。
- 1971年（昭和46年）6月 - 区画整理事業の遅れによりオープンを1974年に再変更することになる。
- 1973年（昭和48年）1月 - 資金が集まったため用地買収をさらに進める。オープンはさらに遅れる見込みとなる。
- 1975年（昭和50年）12月 - キーテナントがジャスコに決定される。
- 1976年（昭和51年）5月25日 - ニュータウン商事株式会社として会社を設立。同年10月に着工される。
- 1977年（昭和52年）9月2日 - 現在の敷地にオープン。「サンロード青森」は日本初の地元専門店主導型ショッピングセンターであった。
- 1985年（昭和60年） - 北駐車場を用い、パレサンロード（現在のアカチャンホンポの場所）を増設。
- 1991年（平成3年）3月 - パレサンロード退店。
- 1994年（平成6年）3月 - 東の駐車場を用い全天候型アミューズメント施設アムゼがオープンし、立体駐車場が使用開始となる。
- 1997年（平成9年）3月 - アムゼ地下1階(3DXアトラクション「アムゼ・ストワン」跡地)を改装し、青森松竹アムゼが開業。
- 2000年（平成12年）3月 - 第四期改装(屋内遊園地アムゼを閉園し、ゲームセンター等へ転換)
- 2006年（平成18年）
  - 3月31日 - この日をもって無料送迎バスの運行終了[4]。
  - 11月1日 - 東北地方のショッピングセンターとしては初めて、ケータイクレジット「iD」を全館に導入。
- 2009年（平成21年）11月20日 - 一部を除く専門店でWAONの利用開始（ジャスコなどでは既に利用可能となっている）。
- 2011年（平成23年）3月1日 - キーテナントの「ジャスコ青森店」がイオンリテールが展開する大型スーパーの名称一斉変更に伴い、「イオン青森店」に変更される。
- 2019年（令和元年）
  - 5月6日 - 1階・2階部分を占めていたアカチャンホンポがイトーヨーカドー青森店へ移転のため、同店での営業を終了。
  - 11月29日 - リニューアル。5月に閉店したアカチャンホンポの跡地に既存の化粧品店が移転、インドネシア料理店やタピオカ専門店などが新規開店する。

## 駐車場

### 立体駐車場
アムゼが建設された際に、廃止される駐車場の収容台数を補填するために設置された。6階建であるがサンロード青森は4階建であり、周辺に複数存在する露天の駐車場の方が利用価値が高いとして、2011年時点では5階以上は関係者専用とされている。一般の駐車場料金は無料である。

### 屋上駐車場
サンロード青森の3階に開設当初からある駐車場である。屋上中央出入口を境にイオン側とサンロード青森専門店側の二つの部分に分かれている。一般の使用料金は無料である。なおこの屋上駐車場とその出入口付近に限り、右側通行となっている。
松竹アムゼをレイトショーで利用すると締め出されてしまう場合がある。

### 屋外駐車場
2011年現在東に2か所、西に4か所、南に1か所ある。一般の使用料金は無料である。ただし、「東-2」駐車場は隣接する「サイバーカフェフリークス 青森サンロード店」との共用である上、冬季は、降雪及び駐車場の除雪基地も設置されるため、純粋にサンロードのみ利用可能な台数が少なくなる。
東1駐車場では毎年夏に近隣10町会合同での盆踊り大会が開催され、コロナ禍で中止をした時期もあるが2024年は第45回開催となった。
お祭りの開会にあたってねぶた絵師らが描いた旗を使った演武等を披露するのが伝統となっている。
南1駐車場と店舗の入口側には飲食店などの排気口があり、春は暖気が噴き出ていることで歩道に並ぶ桜が市内でもいち早く咲く。
ここの桜が咲くと数日以内に市内の街路樹などの桜も見頃を迎えるため花見などの目安としている市民もいる。

## 青森ねぶた祭への参加
「サンロード青森」がメインスポンサーとなり2024年で開業47年にして44回の出場。
受賞作品は青森駅前の観光交流施設「ねぶたの家ワ・ラッセ」に1年間だけ展示される。
受賞を逃した場合には面だけ外して海上運航の翌日～翌々日には解体。
外した面はサンロード館内で保管されている。
運行はテナント及び主協賛先から参加を募り、曳き手は地元高校生をアルバイトで募集(総勢16名)。
2024年度の協賛企業は前ねぶた(大型ねぶたを先導するねぶた)は富士通Japan、Wolt。
大型ねぶたの協賛企業は日本郵政グループ、富士通Japan、日専連、イオン青森店など
また有志によるサンロード青森ねぶた囃子会は約110名が所属。
プロ奏者の鳴海昭仁が指導し、全員で笛を吹くことを目指して練習をしている。
出発前に「出陣太鼓」「七日囃子」を奏でるのが伝統。
(全体練習は近隣の小学校体育館、パート練習はサンロード青森内の会議室)

## 交通
- 「サンロード青森前」停留所
  - 青森市営バス
    - 問屋町線
    - 横内循環線
    - 浜田循環線など

  - JRバス東北
    - 八甲田大橋経由横内線
- 2014年7月31日までは青森観光バスの『あおもりシャトルdeルートバス「ねぶたん号」』も該当バス停に停車していた。

## 周辺
- 八甲田大橋
- 青い森セントラルパーク
- 青森市総合体育館（カクヒログループスーパーアリーナ）
- 奥野中央公園
- 青森警察署みなみ交番
- 青森市立浜田小学校
- 青森市立大野小学校
- 青森市立南中学校
- 青森山田中学高等学校
- 青森県立青森中央高等学校
- 青森みちのく銀行青森南支店
- 青森みちのく銀行観光通支店
- イトーヨーカドー 青森店
- ベニーマート 観光通店
- イオンタウン青森浜田 - イオングループの「マックスバリュ」が核店舗であるため、グループ内競合となる。
- サンデー青森浜田店(イオングループ)
- ハッピー・ドラッグ青森観光通店(ウエルシア)
- サンワドー 青森中央店
- カメラのキタムラ青森・青葉店
- ローソン青森浦町店
- 焼肉きんぐ青森観光通り店
- ステーキ宮青森店
- スシロー青森観光通り店
- くら寿司青森緑店
- ピザハット青森店
- 快活CLUB青森観光通り店
- ドコモショップ青森観光通り店
- クリーニングのバンビ緑店
- 理容プラージュ観光通店
- 美容室zip緑店

### かつて出店していた店舗(開店日-閉店日)
- ジーンズショップ　アメリカ屋(洋服)　1977/09/02-2025/03/09
- つしま清香園(茶葉販売店)　1977/09/02-2025/03/20
- アルパジョン(洋菓子)　-2025/03/31
- ラグノオ(洋菓子)　-2021/08/31
- らーめん亭(中華)　-2020/05/31
- ランプ亭(カレー) 　1977/09/02-2022/9/30
- 喫茶ぽむ(喫茶/軽食)
- 本のよしのや(書店・文房具)
- リトル台湾 ご縁(台湾料理) -2024/07/02
- 琥珀(タピオカ屋)　2019/12/06-2021/3/31
- T-ZONE(PCショップ)
- アカチャンホンポ(洋服店)
- 子供服ピノキオ(洋服店)
- おもちゃの丸治(玩具店)
- ボクのおもちゃ(玩具店)